# Vanono
Vanono is een plaats en commune in het oosten van Madagaskar, behorend tot het district Mananara Nord, dat gelegen is in de regio Analanjirofo. Tijdens een volkstelling in 2001 telde de plaats 14.273 inwoners.
De plaats biedt enkel lager onderwijs aan. 98 % van de bevolking werkt als landbouwer. De belangrijkste landbouwproducten zijn rijst en vanille; ander belangrijk product is kruidnagelen. Verder is 2% actief in de dienstensector.